# Ужичка република
Ужичка република  је назив за ослобођену територију западне Србије и Шумадије, која се од 24. септембра до 29. новембра 1941. године, за време Другог светског рата, налазила под контролом Народноослободилачког партизанског покрета. Центар територије, по којем је и добила назив било је Ужице. Власт у њој је била дуална, представљајући неку врсту фактичке поделе утицаја. Партизански центар ове слободне територије налазио се у Ужицу, а четнички на Равној гори. Под снажним налетом окупаторских снага, познатим као „Прва непријатељска офанзива” ова територија је поново окупирана, а партизанске снаге су се морале повући у Санџак.
Иако је трајала веома кратко, свега два и по месеца, била је веома значајна јер је на њој Народноослободилачки покрет успео да формира своју прву слободну територију и изврши организацију живота и позадине. У ослобођеном Ужицу је био центар устанка у Југославији и у њему се налазило војно и политичко руководство НОП-а — Врховни штаб и Централни комитет КПЈ, као и друге војно-политичке организације; функционисала је партизанска фабрика оружја и излазио лист „Борба”. Партизанска фабрика оружја и муниције је 1941. била једина фабрика у окупираном делу Европе где се производило оружје за борбу против фашизма. Ужичка република је уједно била и прва већа ослобођена територија у окупираној Европи.

## Име
Назив Ужичка република сами партизани нису користили као назив за своју ослобођену територију, јер руководство
КПЈ није дозвољавало никакво проглашавање и помињање републике, да то не би будило нежељене асоцијације у народу да комунисти теже да преузму власт, поготову стога што је то навелико експлоатисала четничка пропаганда.
Тек када су окупатори и квислинзи заузели Ужице и целу слободну територију у западној Србији, у квислиншкој
штампи појавило се име Ужичка комунистичка република, а потом и у штампи Совјетског Савеза, у пролеће 1942. само као Ужичка република. Ово име је после завршеног народноослободилачког рата и револуције прихваћено и у историографији.

## Положај и границе
Постоје различита мишљења о територији коју је обухватала Ужичка република. Према једном виђењу, она је обухватала ужички и чачански округ, а према другом гледишту, захватала је знатно шири простор.
Ужичка Република није имала сталне границе, већ су се оне мењале готово свакодневно са сваком офанзивом партизана на једној и окупатора на другој страни, а, према једном од тумачења, отприлике су заузимале подручје од река Дрине на западу, Западне Мораве на истоку и од река Скрапежа на северу до Увца на југу.

## Настанак
У стварању слободне територије у западној Србији учествовало је 13 партизанских одреда: Ваљевски, Мачвански, Посавски, Космајски, Први и Други Шумадијски, Поморавски, Крагујевачки, Врњачко-трстенички, Копаонички, Краљевачки, Чачански и Ужички партизански одред. Уз њих, у стварању слободне територије учествовало је и неколико четничких јединица: Церски четнички одред под командом капетана Драгослава Рачића, Одред потпуковника Веселина Мисите, Одред поручника Ратка Мартиновића и Одред попа Влада Зечевића (неки су касније приступили НОП-у). Ови четници нису ступили у борбу против Немаца по наређењу четничког вође Драже Михаиловића већ самоиницијативно. Након што је устанак узео маха, новопостављени командујући генерал у Србији Франц Беме донео је одлуку да Немци 21. септембра напусте Ужице. Колона је била дуга 6 километара и у њој се кретало 1.217 војника.
Знајући за одлазак Немаца, Радомир Ђекић са 100 четника исти дан улази у Ужице, где се придружује Недићевим људима. Како је Косјерић ослобођен 24. септембра изјутра, у ужичком округу остало је још неослобођено Ужице у коме су се налазили Пећанчеви четници и Недићева жандармерија. Са њима су поведени разговори да се Ужице преда. Кад споразум није постигнут, одлучено је да се изврши напад на град. Увече, 23. септембра све три партизанске чете биле су спремне за напад. Раније тога дана, осећајући да се стеже обруч око града, жандарми су почели да беже из Ужица. Следећег дана Немци су бомбардовали складиште муниције у Крчагову и друге објекте, па је највећи део четника и жандарма напустио град.
Док су Пећанчеви четници напуштали Ужице, командант партизанске групације Слободан Секулић послао је у град патролу са поруком начелнику Бранку Барбуловићу да преда град. Како није располагао никаквим снагама за борбу против партизана, он је предао град. Поред Златиборске, Рачанске и Ужичке партизанске чете ускоро су с возом, камионима и мотоциклима стигле и чете источне групе Ужичког НОП одреда, а са севера преко Црнокосе партизани Црногорске чете. 24. септембар се узима као дан оснивања Ужичке републике.
У току истог дана на окупу се нашао цео Ужички НОП одред, тако да су све његове чете увече промарширале кроз град, а на житној пијаци одржан је велики народни митинг на коме су говорили Желимир Ђурић и Слободан Секулић. На месту где су пре неколико дана висили обешени борци Златиборске партизанске чете, становништво Ужица је поздрављало дефиле партизанских јединица.
У трезору Народне банке партизани су пронашли 55 милиона динара. Све фабрике, укључујући и фабрику оружја, биле су способне за производњу. Та најважнија фабрика оружја у Србији остала је недирнута и била животно важан чинилац у рукама партизанске команде.

## Подела власти
Ужичка република, у јесен 1941, није била хомогена територија са једном влашћу и јединственим оружаним снагама. За све време постојања за њу је карактеристично двојство власти, војски и команди, али су одлучујући печат целој организацији власти и одбране давале снаге народноослободилачког покрета, са комунистима као језгром, нарочито по својој војној снази (25.000 бораца наспрам неколико хиљада четника). Постојала су два одвојена штаба — Врховни штаб НОПОЈ и Врховна команда Михаиловића. Партизанска „престоница” била је у Ужицу, а четничка у Пожеги. Четници су се домогли још вароши, сем Пожеге: Рашке, Врњачке бање и других; заузимањем Пожеге, Ариља и Ивањице под својом контролом држали су све варошице у долини Моравице. У Чачку и Горњем Милановцу партизани и четници делили су власт на паритетном принципу, а скоро у сваком месту „Републике” постојале су обе команде места, па и у Ужицу, центру „Ужичке републике”. У сваком месту слободне територије постојала су два мобилизациона стола — један партизански и други четнички.
На тлу Ужичке републике изграђена је мрежа народноослободилачких одбора: у Крупњу, Чајетини, Косјерићу, Ариљу, Бајиној Башти, Ужицу, Чачку. Градски народноослободилачки одбор у Ужицу изабран је 7. октобра 1941. године. Његов програм био је садржан у три речи: „Слобода, хлеб, огрев”. Главни народноослободилачки одбор за Србију именован је 17. новембра 1941, с Драгојлом Дудићем као председником и Петром Стамболићем као секретаром. У бити, једина веза Ужичке републике с државношћу била је организована власт на привремено ослобођеном подручју.

## Партизанска фабрика оружја
По уласку партизанских снага у Ужице, 24. септембра 1941. године организована је производња у предратној Фабрици оружја и муниције у Крчагову. Пошто су честа немачка бомбардовања онемогућавала производњу, по наређењу Врховног штаба Фабрика је расељена на више места у граду. Машине једног дела муницијског одељења и алатница смештене су у подземне просторије изграђене пред почетак рата за потребе трезора Народне банке. Производња је била организована у три смене.
У периоду Ужичке републике у партизанској фабрици оружја и муниције је произведено за фронт:
| Пушака                             | 21.000    |
| Специјалних пушака за врховни штаб | 40        |
| Пушчаних метака                    | 2.700.000 |
| Пиштољске муниције                 | 90.000    |
| Панцирне муниције                  | 20.000    |
| Тромблона — носача бомби           | 300       |
| Ручних бомби                       | 30.000    |
| Поправљено пушкомитраљеза          | око 300   |
| Поправљено топова                  | 3         |
| Ремонтовано топовских граната      | 5.000     |
| Направљено нагазних мина           | 2.000     |
| Напуњено флаша бензином            | 3.000     |

Од радника Фабрике оружја формирана је партизанска чета која је била у саставу Радничког батаљона Ужичког одреда. Подземни тунели су по замислима инжењера Владимира Смирнова адаптирани за потребе Фабрике и као цивилно склониште. Простор попречног тунела коришћен је за смештај материјала и производа Фабрике. Партизанска фабрика оружја и муниције радила је до 22. новембра 1941. када се догодила трагична експлозија у којој је изгинула читава смена радника и цивили затечени у склоништу.

## Пропаганда против Ужичке републике
Профашистички вођа Димитрије Љотић је путем пропаганде жестоко нападао партизане. Ослобођену ужичку територију Љотић представља као „Српску совјетску социјалистичку републику” којом управљају некаква четири мистериозна странца из хотела „Палас” у Ужицу, мушка и женска омладина станују заједно у „народним домовима” где се уче теорији и пракси „слободне љубави”, све јавне верске манифестације су забрањене, итд. Он још пише да у Ужицу масовно убијају Србе-домаћине, а у партизанским јединицама нема српских сељака — „од Срба интелектуалци, иначе Цигани, Јевреји, Маџари, Бугари, Арнаути, Хрвати”.
Сличну пропаганду понавља и четнички вођа Драгољуб Михаиловић, који на састанку са Немцима наводи да „партизане воде странци, они који нису Срби: Бугарин Јанковић, Јеврејин Линдемајер, Мађар Борота, два муслимана чија ми имена нису позната, припадник усташа мајор Боганић” (измишљене личности сем Стевана Бороте, али он није Мађар).

## Пад Ужичке републике
Држава је трајала 67 дана, а потом је пала у руке Вермахта, док су се партизани повукли ка Санџаку. Ужичка република престала је да постоји 29. новембра 1941. великом офанзивом снага Осовине потпомогнутом четничким одредима. Партизани су тог дана претрпели пораз на Кадињачи.
Приликом повлачења преко Златибора, у новембру и децембру 1941. године, пратиле су их немачке јединице, које су тада, чинећи ужасан злочин над рањеницима и златиборским цивилним становништвом, стрељале осам бораца Друге чачанске партизанске чете, пет бораца Шесте ибарске партизанске чете, осамнаест бораца Тамнавског партизанског батаљона, као и 41 цивилна мештанина Златибора. У партизанској болници која се налазила на Златибору Немци су стрељали седамнаест рањеника, бораца Ужичког НОП одреда, шест цивила из ужичког краја, четрнаест рањеника из Чачанског НОП одреда и једног цивила из чачанског краја, једног рањеника из Посавског НОП одреда, три рањеника из Ваљевског НОП одреда, по једног рањеника из Копаоничког и Мачванског НОП одреда, два рањеника из Шумадијског НОП одреда, два из Космајског НОП одреда, једног из Крагујевачког НОП одреда и четворицу других бораца рањеника.

## У популарној култури
О Ужичкој републици је снимљен и истоимени филм.